# Sanyo

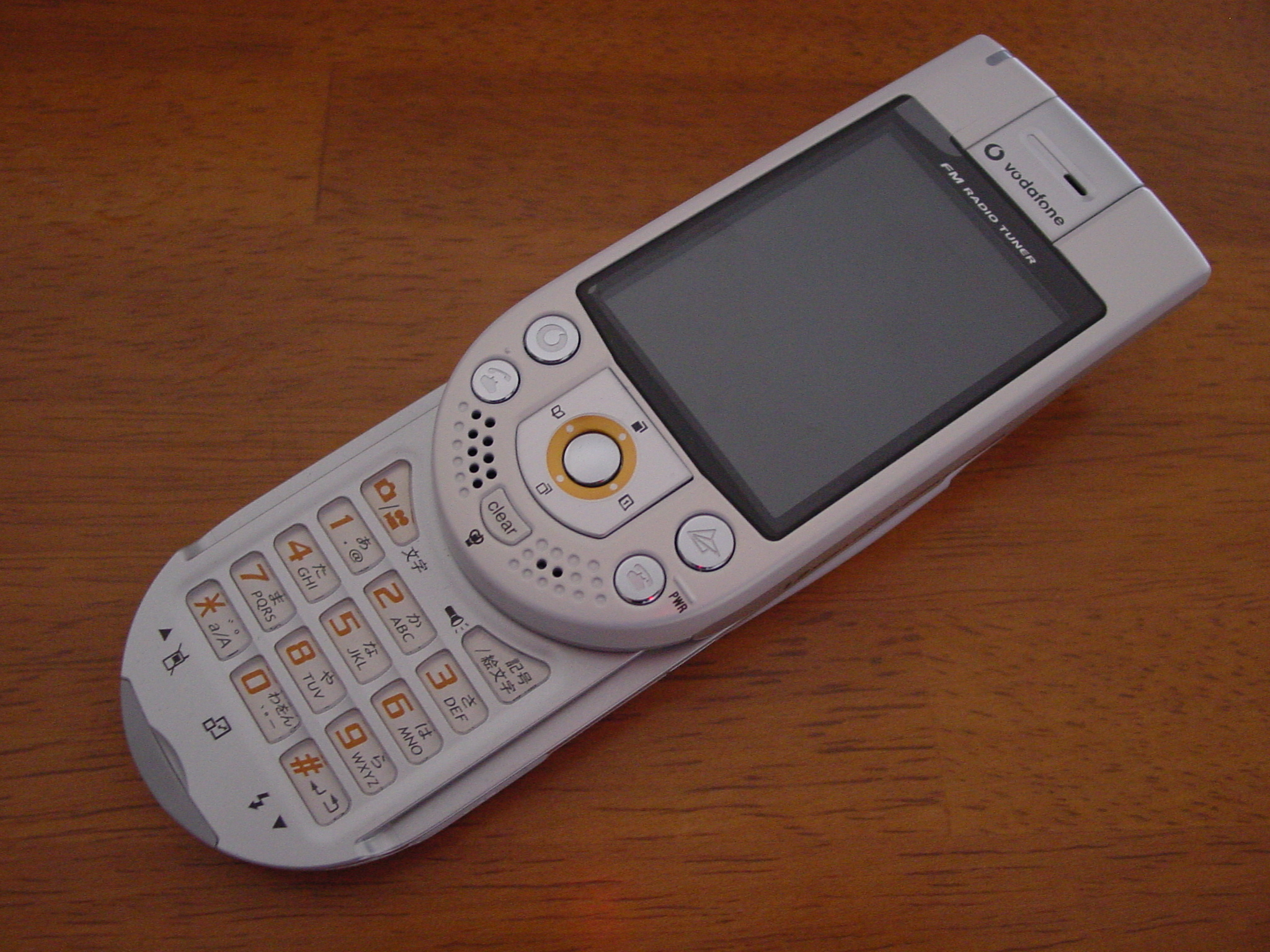
Sanyo V401SA per Vodafone Japó.

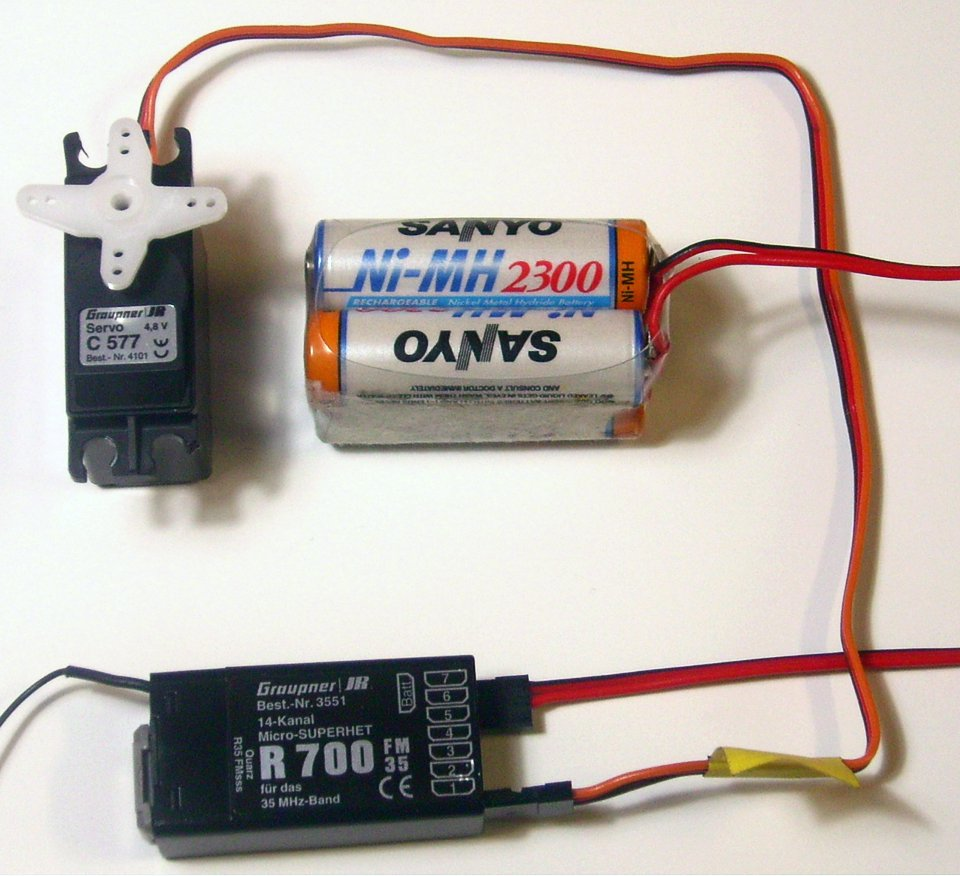
Bateries Sanyo alimentant un dispositiu de radiocontrol.

Sanyo Electric Co. Ltd. (en japonés: 三洋電機株式会社) és una companyia d'electrònica japonesa. La seva seu central es troba a Moriguchi, en la prefectura d'Osaka, al Japó, està situada enmig d'una zona comercial. La seva planta industrial a Tòquio, es troba a Oizumi, en la prefectura de Gunma, al Japó.
Sanyo va ser fundada en 1947 per Toshio Iue i Konosuke Matsushita, fundador de Matsushita, i va ser constituïda en 1950. El nom de la companyia significa en japonès "tres oceans", referint-se a l'ambició dels fundadors de vendre tots els seus productes arreu del Món, creuant els oceans Atlàntic, Índic i Pacífic.

## Història
Sanyo va començar com a fabricant de llums per a bicicletes. En 1952 van fer la primera ràdio de plàstic i en 1954 van fer la primera rentadora de tipus polsador.
Sanyo va iniciar les seves operacions a Espanya durant la dècada de 1960, sota un acord de distribució de productes importats; més tard mitjançant la cessió de patents per a la fabricació local de productes de marca Sanyo, i finalment instal·lant la seva pròpia fàbrica a Tudela, Navarra.
A més dels aparells de televisió i gravadors de vídeo Sanyo és ben coneguda pels seus radi-cassettes, omnipresents en les dècades de 1970 i sobretot 1980. Són de destacar els models de la sèrie M, coneguts per la seva gran fiabilitat, robustesa mecànica i qualitat de recepció, rivalizando així amb els aparells alemanys de l'època i desplaçant-los de la posició de predominança al mercat, que fins llavors ostentaven.
Tecnològicament parlant Sanyo tenia bons llaços amb Sony, suportant el format de vídeo Betamax, propietat de Sony, des de la invenció fins a mitjan 1980's (el reproductor de vídeo més venut a Gran Bretanya en 1983 va ser el Sanyo VTC5000), i més tard adoptaria el reeixit format per a les càmeres de vídeo, el Video8. Més tard, Sanyo i Sony van tenir discrepàncies tecnològiques, ja que Sanyo recolzava el format HD DVD i Sony el seu format Blu-ray Disc.
Sanyo fabrica CDMA per a telèfons mòbils exclusivament per a la corporació Sprint-Nextel. Sanyo va rebre el premi J.D. Power and Associates per tenir el nivell mitjà més alt en mòbils, sent 8 dels mòbils més populars durant tres anys consecutius. No obstant això, en el 2005 Sanyo va perdre aquesta posició amb LG i en el 2006 va anunciar una nova companyia, copropietària per Sanyo i Nokia que fabricarà CDMA per a telèfons mòbils d'altres marques.
A causa del terratrèmol Chuetsu en el 2004, la planta de semiconductors de Sanyo va ser severament danyada, produint com a resultat una gran pèrdua financera al final d'aquest any. En el 2005 la companyia va anunciar una reestructuració de plantilla. Els resultats financers del tercer quadrimestre mostraven un benefici de 56 milions de dòlars.
Tomoyo Nanoka és la presidenta actual de la companyia (2006). El president i CEO és Toshimasa Iue qui és el net del fundador de Sanyo, Toshio Iue.
A 31 de març de 2003, Sanyo tenia 85.000 empleats.
A final de 2009 Panasonic va comprar l'empresa, quedant-se amb el control de Sanyo.
El 29 de juliol de 2010, Panasonic va anunciar que havia arribat a un acord amb Sanyo Electric Co., Ltd. per convertir Sanyo en una subsidiària, propietat al 100%, de Panasonic, a partir d'abril del 2011, i que la marca Sanyo continuaria per ser usada en determinades àrees de negoci i regions del món.

## Patrocinis
- River Plate (1992-95)